# 阿维尼翁圣马夏尔教堂
阿维尼翁圣马夏尔教堂（Temple Saint-Martial d'Avignon）是法国阿维尼翁的一座新教教堂，位于利斯街（Rue des Lices）与共和国街转角。此处原为乔万娜一世的宫殿，后曾为Livrée cardinalice。法布尔的自然史博物馆，等。

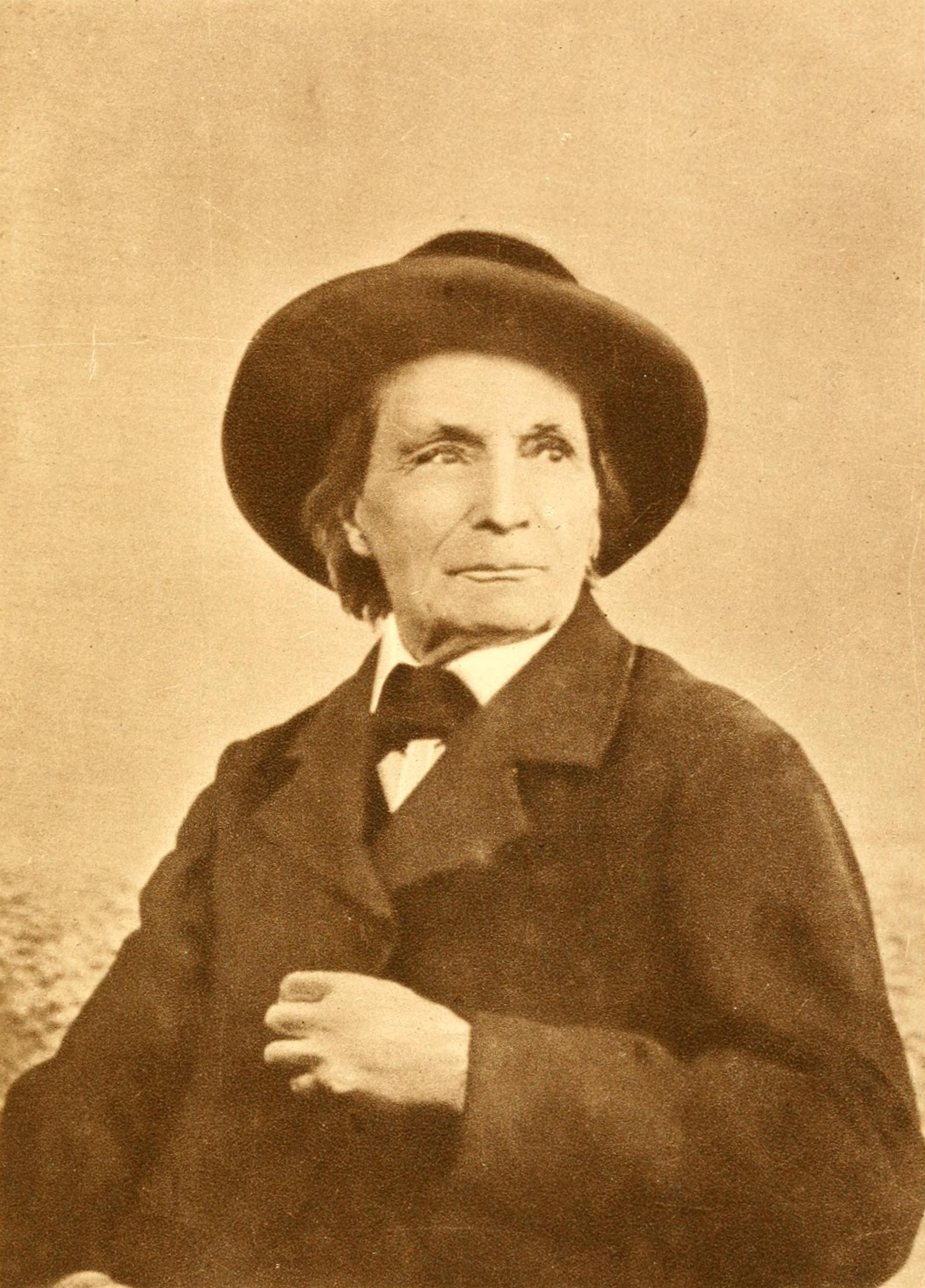
法布尔
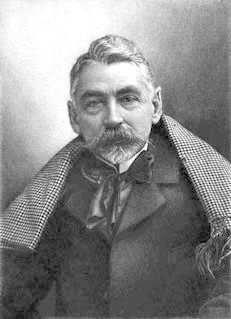
马拉梅

1911年4月，该堂列为法国历史古迹。